# エルジンジャン地震 (1939年)
エルジンジャン地震（エルジンジャンじしん）は、1939年12月27日午前1時57分（現地時間）、トルコ東部エルズィンジャン県で発生したマグニチュード7.8の地震である。死者約3万3000人、負傷者約10万人、家屋損壊約11万7000件にのぼる、同国史上最も甚大な被害をもたらした震災であった。